# Hülstenholter Wacholderheide
Das Naturschutzgebiet Hülstenholter Wacholderheide liegt auf dem Gebiet der Gemeinde Reken im Kreis Borken in Nordrhein-Westfalen.
Das Gebiet erstreckt sich südöstlich des Kernortes Reken. Südlich verläuft die Landesstraße L 652.

## Bedeutung
Für Reken ist seit 1952 ein 0,53 ha großes Gebiet unter der Kenn-Nummer BOR-023 als Naturschutzgebiet ausgewiesen. Das Gebiet wurde unter Schutz gestellt zur Erhaltung und Entwicklung einer Wacholderheide.